# Nippon Koei
Nippon Koei Co., Ltd. (日本工営株式会社 Nippon Kōei Kabushiki-gaisha?) es una empresa japonesa de consultoría de ingeniería, fundada el 7 de junio de 1946 y cuya sede se encuentra en Chiyoda, Tokio, Japón. Es la firma de consulta independiente más antigua de Japón.

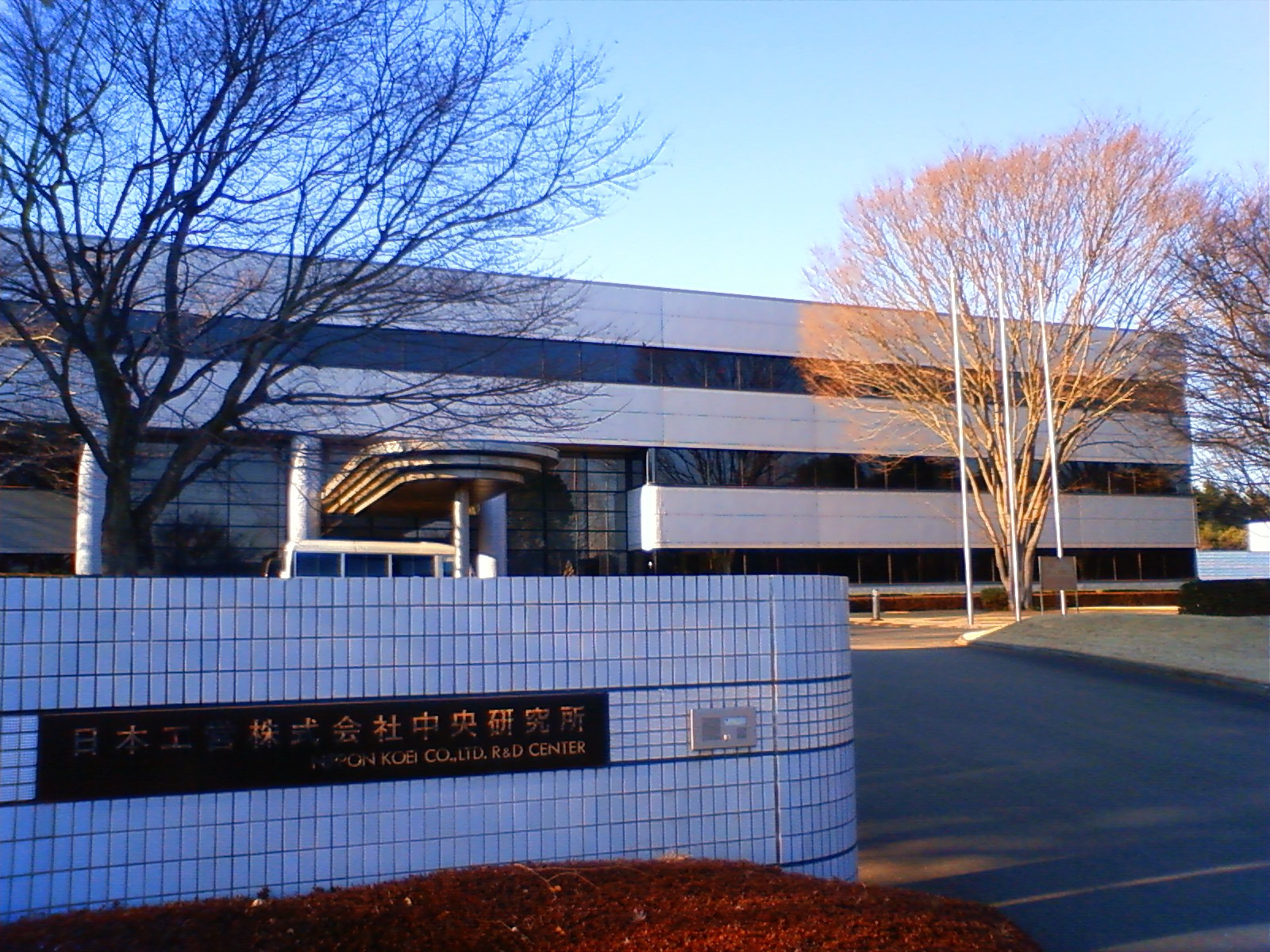
Centro de investigación de Nippon Koei en Tsukuba.

Esta empresa ha trabajado en la planeación, diseño y supervisión de la construcción de alrededor 3000 proyectos de infraestructura en 135 países. Su principal base de operaciones internacionales está centrado en el Sudeste Asiático, Medio Oriente, África y América Latina.